# Megaciella spirinae
Megaciella spirinae är en svampdjursart som först beskrevs av Koltun 1958.  Megaciella spirinae ingår i släktet Megaciella och familjen Acarnidae. Inga underarter finns listade i Catalogue of Life.